# Michail Schubin
Michail Schubin (russisch Михаил Шубин, internationale Umschrift: Mikhail Shubin; * 28. Juli 1988 in Leningrad) ist ein ehemaliger russischer Triathlet.

## Werdegang
Bei den Russischen Staatsmeisterschaften 2010 in Penza wurde Schubin Achter auf der olympischen Distanz (U23). Im Jahr 2010 nahm Schubin nicht am Russischen Cup teil, sein Name scheint auch nicht im offiziellen FTR-Ranking (Рейтинг) auf. 2009 rangierte er im Cup auf dem 22. und im Ranking auf dem 21. Platz (jeweils Elite-Kategorie).
Seit 2004 erreichte Schubin in der Junior-Klasse (Юниоры) regelmäßig Top-Ten-Platzierungen bei russischen Meisterschaften, im Ranking oder im Cup: 2004 war er Nummer 10 im Ranking (Рейтинг).

### Team-Europameister Triathlon Junioren 2005
Im Juli 2005 wurde er in Griechenland mit dem russischen Team Junioren-Europameister in der Staffel.
2006 wurde er Sechster bei der Sommer-Spartakiade und Vierter bei der Duathlon-Staatsmeisterschaft.
2007 wurde er Sechster bei den russischen Triathlon-Meisterschaften und Zweiter beim Großen Finale des Russland-Cups. 2008 wechselte er in die Elite-Kategorie und wurde bei den Duathlon-Staatsmeisterschaften 13.
2010 nahm Schubin auch an etlichen internationalen Nicht-ITU-Wettkämpfen teil, in Frankreich etwa in Le Mans (4. Juli 2010), Aiguillon sur Mer (25. Juli 2010) oder St. Jean de Monts (26. Juli 2010), wobei er 7., 3. und 17. wurde. In St. Jean de Monts trat er bereits für den Club La Rochelle Triathlon an, den er seither in Frankreich vertritt. Schubins wichtigster Triathlon in Frankreich war der Triathlon de Paris (18. Juli 2010), bei dem er knapp die Bronzemedaille verfehlte.
Auch im Jahr 2011 ging Schubin für La Rochelle Triathlon an den Start und nahm weiterhin an Nicht-ITU-Triathlons teil, z. B. dem Triathlon de Alpiarça (20. März 2011) in Portugal, bei dem er 25. wurde.
Schubin lebt in Sankt Petersburg und vertrat in Russland, so wie auch Natalja Sergejewna Schljachtenko (* 1987), den gesamtrussischen Verein Dynamo. Seit 2011 tritt er nicht mehr bei internationalen Bewerben in Erscheinung.

## Auszeichnungen
- Im September 2007 wurde ihm der Titel Meister des Sports (internationale Klasse) verliehen.

## Sportliche Erfolge
Die folgende Aufstellung beruht auf den offiziellen ITU-Ranglisten und der Athlete’s Profile Page.
Wo nicht eigens angegeben, handelt es sich im Folgenden um Triathlon-Bewerbe (olympische Distanz) und um die Elite-Kategorie.

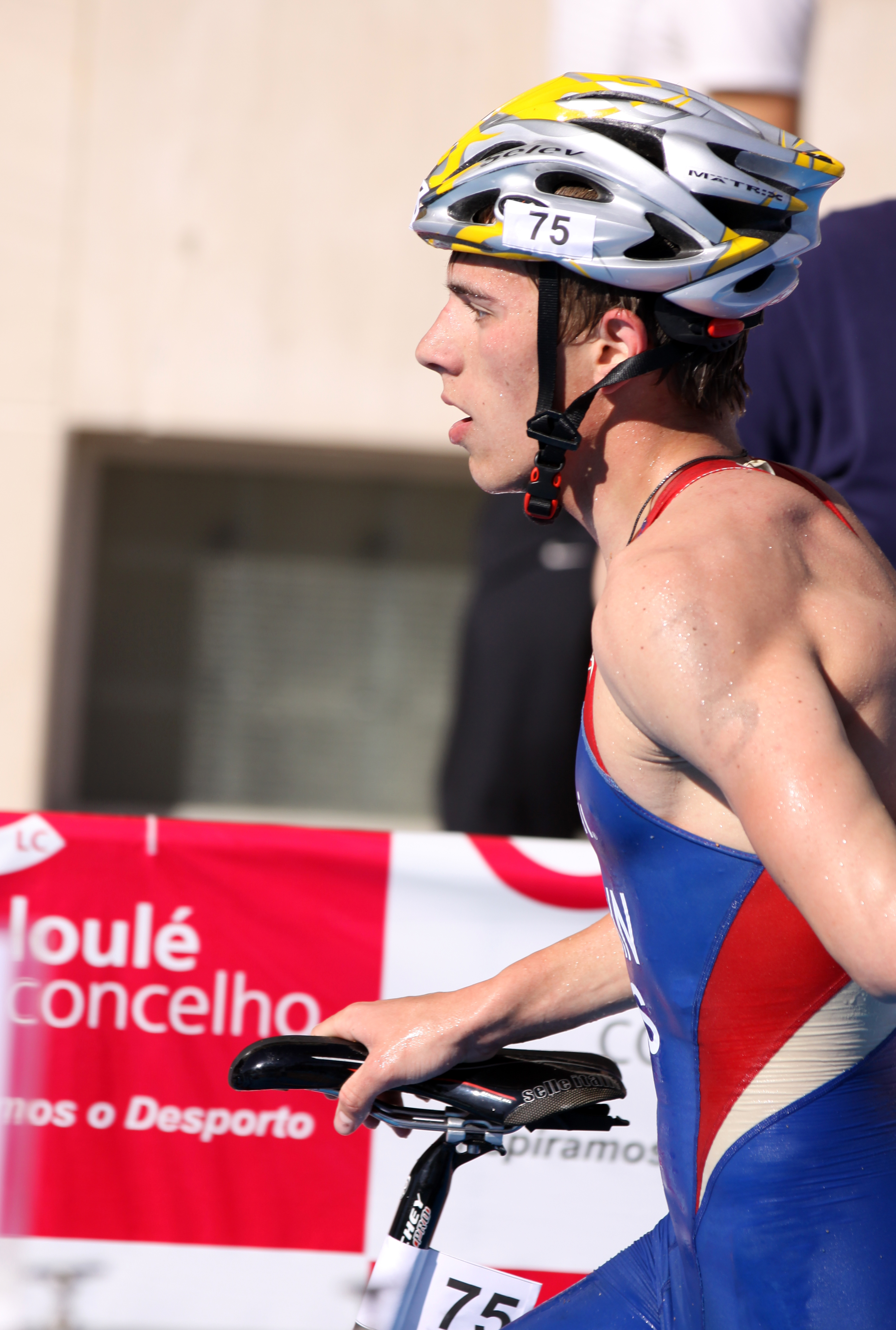
Michail Schubin beim Europacup in Quarteira, 2011

| Datum         | Bewerb                                               | Ort               | Rang |
| ------------- | ---------------------------------------------------- | ----------------- | ---- |
| 22. Okt. 2003 | Europacup                                            | Alanya            | 32   |
| 24. Juli 2005 | ETU European Championship Youth/Relay                | Alexandroupoli(s) | 1    |
| 18. Okt. 2006 | Europacup (Junior)                                   | Alanya            | 6    |
| 20. Mai 2007  | Europeacup und Europäische Kleinstaatenmeisterschaft | Limassol          | 23   |
| 21. Juli 2007 | Europacup (Junior)                                   | Kuopio            | 2    |
| 24. Okt. 2007 | Europacup (Junior)                                   | Alanya            | 6    |
| 2. Aug. 2009  | Europacup                                            | Egirdir           | 23   |
| 9. Apr. 2011  | Europacup                                            | Quarteira         | 46   |